# ارنست واید
ارنست واید (انگلیسی: Ernst Wide؛ ۹ نوامبر ۱۸۸۸ – ۸ آوریل ۱۹۵۰ (aged 61)) ورزشکار دو و میدانی اهل سوئد بود.
وی در مسابقات کشوری و بین‌المللی در مجموع برندهٔ ۱ مدال نقره شده‌است.